# Lodrö Thaye
Jamgon Kongtrül Lodrö Thaye (Ronggyab (Derge), 1813 - 29 december, 1899) was samen met Jamyang Khyentse Wangpo en Choggyur Lingpa oprichter van de Rimé-beweging. Hij was een van de belangrijkste encyclopedisten van Tibet. Vanaf hem beginnen vijf tulkulinies, waaronder de Jamgon kongtrül en de Dzigar kongtrül rinpoche.

## Kinderjaren (1813-1828)
Jamgon Kongtrül Lodrö Thaye, kortweg Kongtrül, werd in het koninkrijk Dergé in de Tibetaanse provincie Kham geboren in het dal Ronggyab (Tib.: rong rgyab) nabij het heilige oord Pema Lhatse. Hij groeide op in het verder kinderloze gezin van de bön-priester Sonam Phel en zijn vrouw Trashi Tsho, die zijn moeder was. Zijn natuurlijke vader was de bönleraar Khyungpo Lama Yungdrung Tenzin, waarmee hij tot aan diens vroege dood in 1819 een liefdevolle band had.
Vanaf zijn vijfde levensjaar onderwees zijn stiefvader heb in lezen en schrijven. De met lichamelijke tucht verbonden strenge opvoedmethoden van de stiefvader bracht het kind al op vroege leeftijd in een geestelijke nood. Door zijn stiefvader werd hij ook in de bönleer en de rituelen ervan ingeleid.
Na de afstand van de troon van de koning van Dergé, Tsewang Dorje Rigzin (Tib.: tshe dbang rdo rje rig 'dzin), in 1826 kwam het in Derge tot een wisseling van de ambtenaren. De nieuw benoemde ambtenaren verdrongen de nomaden van hun machtsgebieden door middel van verhoogde belastingen en gewelddadigheden. Na het daaruit ontstane oproer werden alle families van Ronggyab onteigend. De stiefvader van Kongtrul werd opgesloten in een kerker; de moeder die nu zonder inkomsten kwam te staan, riep haar kind op toe te treden tot een klooster.
Kongtrul volgde haar aanwijzing niet op en reisde naar Chode Phodrang waar zijn stiefvader in de kerker zat. Daarna werkte hij als secretaris van de gouverneur Khangsar Tshephel (khang gsar tshe 'phel).

## Het klooster Shechen en eerste studie (1828-1833)
Gouverneur Tshephel herkende de intellectuele aanleg van de jongen en stuurde hem na de dood van zijn stiefvader, in 1828 naar het nyingmaklooster Shechen. Hier legde Kongtrul zijn eerste monnikengelofte af en begon hij met de studie van Sino-Tibetaanse divinatieberekeningen.
Hij vervolgde met studie in grammatica, poëzie en Sanskriet. Zijn Sanskrietstudie verliep voortvarend en hij stelde in Shechen een hoogwaardige verzameling voor Sanskrietgrammatica samen die later ook werd gedrukt. Tot de studie in Shechen behoorde vanaf 1830 ook de invoering in verschillende meditatiepraktijken van de nyingmaschool. In 1832 legde hij zijn tweede monnikengelofte af.

## Het klooster Palpung (1833-1836)
In het voorjaar van 1833 verliet hij in opdracht van gouverneur Tshephel het klooster Shechen en vertrok hij naar het kagyüklooster Palpung, waar hij de gouverneur moest helpen bij de inrichting van de nieuwe onderkomens voor de monniken.
In Palpung zette Kongtrul zijn studie voort in de Tibetaanse astronomie. Hij schreef tevens een aantal verhandelingen over de Tibetaanse schilderkunst. Na gereedkomen van de onderkomens voor de monniken vertrok de gouverneur weer; Kongtrul was erop aangewezen in Palpung te blijven en de tweede monnikengelofte nogmaals, maar nu in de traditie van de kagyüschool af te leggen. Dit gebeurde in 1833 ondanks bezwaren van Kongtrul zelf in aanwezigheid van de negende tai situ.
De intellectuele vaardigheden van Kongtrul hadden blijkbaar een grote indruk gewekt bij de hoogwaardigheidsbekleders van het klooster en de negende tai situ. Nog in het jaar 1833 werd hij door de tai situ erkend als de tulku van de Kongpo Bamteng (kong po bam steng sprul sku). De volgende jaren bracht Kongtrul door met het zich verdiepen in meditatieoefeningen van de kagyüleer.

## Leraar Sanskriet voor de karmapa (1836-1838)
In 1836 deed de veertiende karmapa verschillende karmapakloosters aan in Kham waarbij hij op de hoogte werd gebracht van de buitengewone Sanskrietvaardigheden van Kongtrul.
Hierop volgde de oproep om aan de slag te gaan als leraar Sanskriet voor de karmapa, waardoor hij zijn meditatieoefeningen moest onderbreken. In de volgende jaren tot aan 1838 begeleidde hij de karmapa als diens leraar. In 1839 keerde hij naar Palpung terug.

## Leraar in Palpung en het bergklooster (1839-1845)
Na zijn terugkeer naar Palpung zette Kongtrul gedurende enkele maanden zijn intensieve meditatieoefeningen voort. Vervolgens kreeg hij van de tai situ de opdracht om zich bezig te houden als leraar in Palpung. De drie jaren erop onderwees Kongtrul Sanskriet, versleer (metrica), Tibetaanse grammatica, poëzie en Tibetaanse astronomie. Verder bracht hij veel jonge monniken het lezen en schrijven bij.
In 1840 en 1841 ontmoette hij voor het eerst de 20-jaar oude Jamyang Khyentse Wangpo die naar Palpung was gekomen om bij Kongtrul Sanskriet te studeren. Dit was het begin van een samenwerking van twee van de grootste boeddhistische geleerden van de 19e eeuw die de ontwikkeling van het Tibetaans boeddhisme in Oost-Tibet blijvend zouden veranderen.
Begin februari 1842 werd gouverneur Tsephel, de jarenlange begunstiger van Kongtrul, ziek en overleed hij. Kongtrul werd kort erop, op 11 april 1842, door een ernstige ziekte getroffen waarvan hij zelf dacht dat hij eraan zou overlijden. In deze situatie besloot hij zijn doceerwerkzaamheden te staken en zich gedurende drie jaar in een verlaten en vervallen grot in de bergnederzetting Kunsang Dechen Osel Ling (kun bzang bde chen 'od gsal gling) boven Palpung terug te trekken voor meditatie. Deze meditatie onderbrak hij maar enkele keren voor een kort bezoek aan Palpung en het erboven gelegen bergklooster Lingto (gling stod). Tijdens deze korte bezoeken vond een grote aardbeving plaats waarbij het huis van zijn moeder volledig werd verwoest, zodat ze in de bergnederzetting kwam wonen tot aan haar dood in 1843.

## Reis naar Gyalrong (1846-1848)
Na de beëindiging van zijn meditatieafzondering kreeg Kongtrul van de tai situ de opdracht naar Gyalrong (rgyal rong) te reizen en de strijd tussen de monniken en de hoofdgeestelijke van het klooster in het koninkrijk Sogmo te slechten. Hij deed drie jaar over de uiterst gevaarlijke reis.

## Tantrische leermeester en samenwerking met de Rimé-beweging (1848-1857)
Toen hij terugkeerde naar Palpung nam hij zich voor zich opnieuw een tijd lang bezig te houden met intensieve meditatieoefeningen. Tegelijkertijd begon hij nu de tantrische leer en meditatiepraktijken aan anderen door te geven.
In de erop volgende jaren intensiveerden zich de contacten met Jamyang Khyentse Wangpo, die zich tot een van de leidende vertegenwoordigers van de Rimé-beweging had ontwikkeld.
Deze beweging riep de aanhangers van de verschillende Tibetaans boeddhistische scholen op elkaar niet te beschuldigen van onreinheid en gebrekkige oorspronkelijkheid van de leren, maar het Tibetaans boeddhisme over alle schoolgrenzen heen in gezamenlijkheid met de overgeleverde verscheidenheid te accepteren en te beoefenen. Kongtrul had zich al in 1842 voor deze overgang uitgesproken. Aangevoerd door Jamyang Khyentse Wangpo, Kongtrul en de beroemde tertön Choggyur Lingpa brachten de aanhangers van de Rimé-beweging van de 19e eeuw intensief de uitruil elkaars tradities in de praktijk, zoals van de overleveringen en de kult- en meditatiepraktijken van de verschillende scholen. Deze nieuwe beweging drukte een groot stempel op de religieuze activiteiten in Oost-Tibet in de tweede helft van de 19e eeuw.
In de winter van 1853-54 liep Kongtrul een oogziekte op waar hij veel jaren ernstig last van zou houden. Ongeveer tegelijkertijd begon hij met de samenstelling van ongeveer dertien tantracycli van de kagyüschool die hij samenvatte in een verzameling van werken. Deze door Kongtrul uitgegeven tekstverzameling werd bekend als de Kagyü Ngadzo (bka' brgyud snags mdzod; Terma van de tantra's van de kagyüschool).
Al tijdens zijn jeugd had Kongtrul verschillende termateksten van de woordtradities (lung) en wijdingen (dbang) van de nyingmaschool geleerd. Hem was daarbij duidelijk geworden dat de kultoverdracht van deze grote werken die door termacycli werden overgeleverd uiterst bedreigd werden. Tegen het einde van het jaar 1855 overwoog hij of het zinvol zou zijn om de kleinere termateksten met de met de nog bestaande continue kulttraditie in een verzamelwerk te vervatten. Toen hij deze overweging aan Jamyang Khyentse Wangpo voorlegde, stemde deze meteen toe en verklaarde hij zich bereid zelf ook vier delen van dergelijke teksten bij te dragen. Kongtrul liet vervolgens in zijn bergklooster het voor hem toegankelijke materiaal door drie schrijvers samenstellen. Het resultaat was een gebundelde tekstenverzameling van tien delen die Kongtrul eigenhandig corrigeerde en die hij de titel Terthreng (gter phreng; keten van terma's) meegaf. Dit werk bleek later de kiemcel te zijn van de grote en beroemde verzameling van weken van veel jaren later, de Rinchen Terzö (rin chen gter mdzod; Termaverzameling van kostbare, opnieuw gevonden teksten). Deze verzameling omvatte in de gedrukte uitgave van het klooster Palpung 60 of 61 delen.
In 1857 kwam het tot een van de eerste ontmoetingen met de grote ontdekker van verborgen teksten (tertön) van de nyingmaschool Choggyur Lingpa. In de eerste maanden van hetzelfde jaar namen Kongtrul en Jamyang Khyentse Wangpo aan een ceremonie deel voor de vondst van schatteksten (terma's) door Choggyur Lingpa. De ceremonie van het vinden en openen van de schatten nam meer dan een week in beslag. Daarna keerde Kongtrul terug naar Palpung. Hij was er volledig van overtuigd geraakt dat de ontdekking van de termateksten en heilige voorwerpen geloofwaardig was.

## Reis naar Centraal-Tibet (1857-1858)
Op 13 juni 1853 overleed de negende tai situ in het klooster Palpung. In 1855 was in Palpung het bericht binnengekomen dat de tiende tai situ was geboren in Namtshokha en door de veertiende karmapa was erkend. De tiende tai situ werd als zoon van een boerenfamilie geboren uit die onder de horigheid van het klooster Tashilhunpo stond. Kongtrul kreeg de eervolle opdracht de tiende tai situ met zijn ouders naar Palpung te begeleiden. In 1857 vertrok Kongtrul voor deze reis waarbij hij door een grote delegatie werd begeleid. Kongtrul benutte deze reis naar Centraal-Tibet door talrijke heilige steden aan te doen. Op 6 november 1858 werd de tiende tai situ feestelijk ontvangen in Palpung.

## Uitbouw van het bergklooster (1859-1861)
In de eerste vijftien maanden van het oponthoud van Kongtrul in de bergnederzetting Kunsang Dechen Osel Ling was een deel van de bouwvallen gerestaureerd. In deze tijd was het onvermijdelijk dat Kongtrul ook zelf meewerkte aan het scheppen van vertrekken voor schrijvers, mediterenden en studenten en zichzelf. In mei 1859 werd begonnen aan de bouw van een grote tempel. De financiering van de bouw kwam van het klooster Palpung. Omdat de financiering van de bijgebouwen en de inrichting van de tempels door Kongtrul zelf verzorgd moesten worden, reisde hij met succes langs verschillende Tibetaanse adelshuizen. Aan het eind van het leven van Kongtrul omvatte het bergklooster acht verschillende tempels en was de uitbouw vergelijkbaar met een groot klooster.

## Oorlog met Nyagrong (1861-1865)
In 1861 begonnen de eerste tegen Derge gerichte invallen van troepen uit Nyagrong. Het leven in Palpung en het klooster van Kongtrul werd in eerste instantie niet getroffen.
In 1862 begon Kongtrul met het schrijven van de encyclopedie Shecha kunkhyab dzo (shes bya kun khyab mdzod; Terma die al het wetenswaardige bevat). Dit werk breidde hij op aanraden van Jamyang Khyentse Wangpo uit met een groot commentaar. Het werk hiervoor sloot hij op 11 mei 1864 af. Kongtrul had daarmee zijn omvangrijkste werk in de encyclopedische literatuur van Tibet voortgebracht, waarin hij het Tibetaans boeddhisme met al zijn scholen systematisch neerzette en ook de Tibetaanse wetenschappen in hun historische ontwikkeling behandelde.
Vanaf 1863 werd Kongtrul in de maalstroom van de oorlogshandelingen met Nyagrong meegezogen. Het eerste erge bericht, dat de troepen van Nyagrong het klooster Derge hadden ingenomen, bereikte Kongtrul aan het begin van 1863. Korte tijd later werden de koningin van Derge en haar beide zonen door de troepen uit Nyagrong gevangengenomen. Uit het westen rukte een troepenmacht uit Centraal-Tibet op onder aanvoering van minister Phulungba. Kongtrul sloot zich aan bij het leger van Centraal-Tibet door middel van rituelen en voorspellingen over de richting van de vijandige aanvallen. Met de verovering van de vesting van Nyagrong in september/oktober 1865 werd de oorlog voor de troepen uit Centraal-Tibet succesvol beëindigd.
Kongtrul werd door zijn betrokkenheid vorstelijk beloond. Aan zijn bergklooster werd een landgoed en verschillende nomadengebieden toegewezen. Tegelijkertijd werd het klooster Palpung verplicht zijn klooster voortdurend van levensmiddelen te verzekeren.

## Activiteiten in zijn latere leven (1865-1899)
In de laatste drieëndertig jaar van zijn leven was Kongtrul zonder pauze bezig met het schrijven van zijn literaire verzamelingen. In 1871 nam hij het plan op de basisteksten van acht van de belangrijkste boeddhistische scholen in Tibet te verzamelen en uit te geven. Het resultaat was de Damngag Dzo (gdams ngag mdzod; Terma van de onderwijzingen) waaraan hij nog tot in 1893 werkte.
Speciale aandacht besteedde Kongtrul in dit deel van zijn leven aan de verzorging van de kult van de heilige oorden. Deze omvatte het volgende: de vondst en opening van heilige plaatsen door middel van de ontdekking van terma's en voorwerpen, het opzetten van tempels op deze heilige plaatsen, het doorvoeren van meditatie- en offerceremonies op deze plaatsen en de organisatie van regelmatige bedevaarten.
De laatste decennia van Kongtruls leven werden overschaduwd door een onenigheid met het klooster Palpung, dat hij in de periode van 1873-1885 op een enkele uitzondering na niet meer betrad. Pas na de dood van de tiende tai situ in 1885 werd de oude relatie tussen Kongtrul en Palpung weer hersteld.